# Nathan Söderblom
Lars Olof Jonathan (Nathan) Söderblom (Söderhamn, 15 de janeiro de 1866 — Uppsala, 12 de julho de 1931) foi um teólogo protestante e arcebispo sueco. Recebeu o Nobel da Paz de 1930, por sua dedicação em prol do ecumenismo e da paz universal.
Ordenado pastor em 1893, Söderblom serviu sete anos como um capelão da embaixada sueca em Paris antes de se tornar professor de teologia na sua alma mater, a Universidade de Uppsala (1901). Foi nomeado arcebispo de Uppsala e Primaz da Suécia em 1914.
Söderblom era um pacifista, cujo interesse na unidade cristã deu frutos quando a primeira conferência Universal sobre a vida e obra reuniu em Estocolmo, em 1925. A série dessas conferências eventualmente Unidas com as conferências de fé e ordem para formar o Conselho Mundial de igrejas. Seu livro mais importante é Gudstrons uppkomst (1914), um estudo enfatizando a santidade, ao invés da ideia de Deus como a noção básica no pensamento religioso.
Sua memória é celebrada em 12 de julho no Calendário Litúrgico de várias igrejas protestantes, como na Igreja Evangélica na Alemanha (EKD) e na Igreja Evangélica Luterana na América.

## Publicações selecionadas
- Die Religionen der Erde. J. C. B. Mohr (Paul Siebeck); Tübingen, 1906.
- Gudstrons uppkomst (1914; em alemão: Das Werden des Gottesglaubens, Untersuchungen über die Anfänge der Religion. Leipzig: Hinrichs, 1916, 2. Edição 1926, Reprint Hildesheim 1979)
- Einführung in die Religionsgeschichte. Leipzig: Quelle & Meyer, 1920
- Einigung der Christenheit - Tatgemeinschaft der Kirchen aus dem Geist werktätiger Liebe. Müllers Verlag, Halle, 1925
- Den levande Guden (1932; em alemão: Der lebendige Gott im Zeugnis der Religionsgeschichte, F. Heiler (Editor), Munique: Reinhardt, 1942; 2. Edição 1966).
- Ausgewählte Werke. Volume 1: Offenbarung und Religionen. Traduzido do sueco por Dietz Lange. Göttingen: Vandenhoeck und Ruprecht 2011. ISBN 978-3-525-57015-9
- Dietz Lange (Ed.): Brev: a selection from his correspondence = Lettres = Briefe. Göttingen: Vandenhoeck und Ruprecht 2006. 978-3-525-60005-4